# Defensa anglesa
La defensa anglesa és una obertura d'escacs caracteritzada pels següents moviments:
1. d4 e6
2. c4 b6
|  |

## Descripció
Les blanques sovint tenen un ample centre de peons amb 3.e4, en la qual les negres ho pressionen amb moviments com ...Ab7, ...Ab4, i de vegades fins i tot amb ...Dh4 i/o ...f5. L'obertura va ser desenvolupada pel jugador P. N. Wallis de Leicester, i va ser reprès per diversos jugadors anglesos líders en la dècada de 1970, com ara Tony Miles, Jon Speelman i Raymond Keene. Surt dels principis de la teoria de les oberutes dels escacs, de la mateixa manera que les negres mouen l'alfil abans que els escacs i and treuen la dama ben d'hora. És una obertura inusual, però s'ha vist en partides d'alt nivell entre Grans Mestres, normalment com una arma de sorpres, per exemple quan Víktor Kortxnoi la va usar per derrotar Lev Polugaievski en una partida de semifinals del Campionat del Món d'Évian el 1977 (vegeu sota).

## Partides il·lustratives
- Polugaevsky-Korchnoi, Évian 1977:[2] 
1.d4 e6 2.c4 b6 3.e4 Ab7 4.Dc2 Dh4 5.Cd2 Ab4 6.Ad3 f5 7.Cf3 Axd2+ 8.Rf1 Dh5 9.Axd2 Cf6 10.exf5 Axf3 11.gxf3 Cc6 12.Ac3 0-0 13.Te1 Dh3+ 14.Re2 Tae8 15.Rd1 e5 16.dxe5 Cxe5 17.Ae2 Cxf3 18.Dd3 Txe2 19.Txe2 Ag2 20.The1 Cxe1 21.Rxe1 Dxh2 22.te7 Dg1+ 23.Re2 Dg4+ 24.Re1 h5 25.Dg3 Dxg3 26.fxg3 Tf7 27.Axf6 gxf6 28.Ae8+ Rg7 29.Rf2 Rh6 30.b4 Rg5 31.Ta8 Rxf5 32.Txa7 d6 33.a4 Re6 34.a5 bxa5 35.Txa5 f5 36.c5 Th7 37.cxd6 cxd6 38.b5 h4 39.gxh4 Txh4 40.Ra8 Tb4 41.Tb8 Rd5 42.Rf3 Tb3+ 43.Rf4 Rc5 44.Tc8+ Rxb5 45.Rxf5 Te3 46.Rf4 Te1 47.Td8 Rc5 48.Tc8+ Rd4 49.Rf3 d5 50.Rf2 Te5 51.Ta8 Rc3 52.Ta3+ Rb4 53.Ta1 d4 54.Tc1 d3 55.Tc8 d2 56.Tb8+ Rc3 57.Tc8+ Rd3 58.Td8+ Rc2 59.Tc8+ Rd1 60.Tc7 Tf5+ 61.Rg2 Re2 62.Te7+ Rd3 63.Td7+ Re3 64.Te7+ Rd4 65.Td7+ Td5 0–1
- Susan Polgar-Speelman, Països Baixos 1993:[3] 
1.d4 e6 2.c4 Ab4+ 3.Cc3 b6 4.e4 Ab7 5.d5 De7 6.Ae2 Cf6 7.f3 exd5 8.cxd5 c6 9.dxc6 Cxc6 10.Ch3 d5 11.exd5 0-0-0 12.Ag5 The8 13.Axf6 gxf6 14.Cf4 De5 15.Dd2 Axc3 16.bxc3 Cb4 17.Rf2 Cxd5 18.Cd3 Cxc3 0–1